# Roussea
Roussea is een geslacht uit de familie Rousseaceae. Het geslacht telt één soort, die voorkomt op het eiland Mauritius, gelegen in de Indische Oceaan.

## Soorten
- Roussea simplex Sm.